# Anders Eliasson (fabrikör)
Sangsta Anders Eliasson, född 12 augusti 1862 i Malungs socken, Kopparbergs län, död 1950, var en svensk fabrikör. Han grundade And. Eliassons Läderindustri AB som var Malungs största och mest betydelsefulla och största garveri, för vilket sonen Robert Eliasson sedermera övertog ledningen.
Eliasson var gårdfarihandlare (huvudsakligen i Norge) 1877–1880, garvarlärling 1880–1883, garveriarbetare och förman i Sverige och Norge 1883–1886 och föreståndare för ett garveri i Sjemacha i Azerbajdzjan 1886–1887. Han var innehavare av eget garveri och fabrikör i Malung från 1888 och efter ombildning till And. Eliassons Läderindustri AB 1898 verkställande direktör där till 1939, då han på denna post efterträddes av sonen Robert. 
Eliasson var ledamot av kommunalnämnden 1906–1932, av vägstyrelsen från 1925 (vice ordförande 1926–1934) och av taxeringsnämnden. Han var även ledamot av Kopparbergs läns landsting. Han var vice ordförande i Malungs Missionsförening 1895–1912, ordförande 1912–1935 och hedersordförande från 1935.